# Nils Karlsson
Nils Karlsson (n. 25 iunie 1917, Mora, Comitatul Dalarna, Suedia – d. 16 iunie 2012, Mora, Comitatul Dalarna, Suedia) a fost un schior de fond ce a reprezentat Suedia, medaliat olimpic. A participat la 2 ediții ale Jocurilor Olimpice (1948, 1952) în care a câștigat o medalie de aur.